# Босендорф
Босендо́рф (фр. Bossendorf) — коммуна на северо-востоке Франции в регионе Гранд-Эст (бывший Эльзас — Шампань — Арденны — Лотарингия), департамент Нижний Рейн, округ Саверн, кантон Буксвиллер. До марта 2015 года коммуна административно входила в состав упразднённого кантона Ошфельден (округ Страсбур-Кампань).
Площадь коммуны — 3,98 км², население — 375 человек (2006) с тенденцией к стабилизации: 378 человек (2013), плотность населения — 95,0 чел/км².

## Население
Население коммуны в 2011 году составляло 367 человек, в 2012 году — 367 человек, а в 2013-м — 378 человек.
| 1962 | 1968 | 1975 | 1982 | 1990 | 1999 | 2006 | 2008 | 2011 | 2012 | 2013 |
| ---- | ---- | ---- | ---- | ---- | ---- | ---- | ---- | ---- | ---- | ---- |
| 216  | 213  | 234  | 258  | 258  | 279  | 375  | 384  | 367  | 367  | 378  |

Динамика населения:

## Экономика
В 2010 году из 257 человек трудоспособного возраста (от 15 до 64 лет) 209 были экономически активными, 48 — неактивными (показатель активности 81,3 %, в 1999 году — 74,0 %). Из 209 активных трудоспособных жителей работали 198 человек (108 мужчин и 90 женщин), 11 числились безработными (5 мужчин и 6 женщин). Среди 48 трудоспособных неактивных граждан 28 были учениками либо студентами, 11 — пенсионерами, а ещё 9 — были неактивны в силу других причин.

## Достопримечательности (фотогалерея)
- Церковь
- Часовня
- Здание мэрии